# Xylomoia chagnoni
Xylomoia chagnoni är en fjärilsart som beskrevs av Barnes och Mcdunnough 1917. Xylomoia chagnoni ingår i släktet Xylomoia och familjen nattflyn. Inga underarter finns listade i Catalogue of Life.